# Джовани Трапатони
Вижте пояснителната страница за други личности с името Джовани.
Джовани Трапатони (на италиански: Giovanni Trapattoni) е италиански футболист и футболен треньор, считан за най-успешния клубен треньор в историята на Италия, и бивш футболист.
Роден е на 17 март 1939 г. в Кузано Миланино, провинция Милано – Италия. Той е и единственият треньор спечелил всички Европейски клубни турнири и Междуконтиненталната купа, като постига това с отбора на Ювентус при двата си престоя в клуба.

## Състезателна кариера
Трапатони прави успешна кариера през 60-те и началото на 70-те години като състезател на Милан с които записва 274 срещи в Серия А. Играе предимно като защитник и полузащитник. През 1971 г. приключва състезателната си кариера в скромния Варезе 1910. Има записани и 17 мача за „Скуадра адзура“. Две години по-късно започва работа като мениджър.

## Треньорска кариера
Трапатони започва работа като треньор в любимия Милан, като в началото води младежкия състав, а през 1975 г. е назначен за наставник на първия отбор. През 1976 г. поема друг италиански колос – Ювентус, с когото печели всички клубни турнири на УЕФА (европейски рекорд) и десет години по-късно, през 1986 г., застава на кормилото на Интер. Завръща се в Ювентус през 1991 година, а три години по-късно поема първият си отбор извън Италия – Байерн Мюнхен, когото води на два пъти. (след това от 1996 до 1998 г.) Също така е водил Каляри (1995) и Фиорентина които извежда до място в групите на Шампионската лига през 1998 и 2000 г.
През юли 2000 г., след оставката на Дино Дзоф, Трапатони поема Националния отбор по футбол на Италия. Класира „скуадра адзура“ за Световно първенство през 2002 г., където отпада на 1/8 финалите от отбора на домакините от Южна Корея.
На Европейско първенство през 2004 г., Италия отново не успява да впечатли. След два равни мача с отборите на Дания и Швеция и победа над България „скуадра“ отпада безславно от най-ранната фаза на турнира. На 15 юли 2004 год. договора на Трапатони изтича, но италианската футболна федерация не му предлага нов и той е заменен от Марчело Липи.
На 5 юли 2004 година Трапатони е обявен за нов наставник на Бенфика, с когото печели шампионска титла в португалската лига за първи път от единайсет години, а също така и Купата на Португалия. Подава оставка след сезон 2005, заявявайки, че иска да бъде близо до семейството си.
Вместо към Италия Трапатони поема към германската Бундеслига, където през лятото на 2005 г., подписва с Щутгарт. Сезонът започва зле и отбора записва лоши резултати.
Звездите на „швабите“ Йон Дал Томасон и Йеспер Гронкяер открито критикуват треньора си, обвинявайки го че се страхува да налага атакуващ стил на игра. Специалистът реагира на нападките като заковава двамата играчи на пейката. Атмосферата в отбора се влошава и на 9 февруари 2006 г. Трапатони е уволнен само след седем месеца работа в клуба.
През май 2006 г. Ред Бул Залцбург назначава Трапатони за свой нов директор заедно с един от неговите бивши играчи Лотар Матеус за старши треньор. След успешният сезон на 2006/07 за клуба, борда на директорите единодушно решава да освободи Матеус, а неговите функции да се поемат от Трапатони. В края на сезон 2007/2008 специалистът напуска за да приеме едно ново предизвикателство – Нац.отбор на Ейре, като за свой помощник привлича друг свой възпитаник – Марко Тардели.
По ирония на съдбата жребия за Световно първенство през 2010 г. в ЮАР го поставя в една квалификационна група с Италия, а съперници ще му бъдат още отборите на България, Кипър, Грузия и Черна гора

## Успехи
Трапатони е най-успешният мениджър в историята на Европейските клубни турнири със 7 титли от 8 финала. Наред с германеца Удо Латек са двамата единствени треньори, спечели всичките три големи европейски клубни турнири. Трапатони е единственият спечелил всички клубни състезания на УЕФА и Междуконтинентална купа, а Купата на УЕФА е печелил цели 3 пъти.

Състезател

 Милан
- Серия А – 1962 и 1968
- Купа на Италия 1967
- КЕШ 1963 и 1969
- КНК 1968
- Междуконтинентална купа 1969

Треньор

 Милан
- Финалист за Купа на Италия 1974 – 75

 Ювентус
- Серия А (6) 1977, 1978, 1981, 1982, 1984 и 1986
- Вицешампион (4) 1980, 1983, 1992, 1994
- Купа на Италия 1979 и 1983
- Финалист за Купа на Италия – 1992
- КЕШ – 1985
- Финалист за КЕШ – 1983
- КНК – 1984
- Купа на УЕФА 1977 и 1993
- Суперкупа на Европа 1984
- Междуконтинентална купа 1985

 Интер
- Серия А 1988 – 89
- Купа на УЕФА 1990 – 91

 Байерн Мюнхен
- Бундеслига – 1996 – 97
- Вицешампион – 1997 – 98
- Купа на Германия 1997 – 98

 Фиорентина
- Финалист за Купа на Италия – 1998 – 99

 Бенфика
- Шампион на Португалия – 2004 – 05
- Купа на Португалия – 2004 – 05

 Ред Бул Залцбург
- Шампион на Австрия – 2006 – 07

## Бисери
„Истината е, че обичам футбола повече от жена си.“ (в интервю пред ZDF, 2005)

„Футболът е динг, данг, донг. Не става само с динг.“ (Уикицитат)